# Jonas Dhaenens
Jonas Dhaenens (Gent, 1982) is een Belgische ondernemer, investeerder en financieel strateeg. Hij is oprichter van het webhostingbedrijf Combell en medeoprichter van team.blue, een toonaangevende Europese digitale dienstverlener. Dhaenens speelde een sleutelrol in de consolidatie van de Europese hostingmarkt via een uitgesproken buy-and-buildstrategie en is daarnaast actief als investeerder en adviseur in de private equity-sector.

## Carrière

### Combell
Dhaenens richtte in 1999, op 16-jarige leeftijd, het Belgische webhostingbedrijf Combell op. Onder zijn leiding groeide Combell uit tot marktleider in België. De groei werd versterkt door meer dan 80 overnames in zowel de mass-market hosting als enterprise managed hosting. Combell werd later onderdeel van een breder Europees groeiverhaal via een fusie met andere spelers.

### team.blue
In 2019 initieerde Dhaenens de fusie van Combell Group met het Nederlandse TransIP en het Italiaanse Register, waarmee het bedrijf team.blue ontstond. Het bedrijf is vandaag actief in 22 Europese landen, telt meer dan 2.800 medewerkers en bedient ruim 3,3 miljoen klanten via meer dan 60 merken. team.blue is geëvolueerd van een klassieke hostingprovider naar een brede digitale partner met oplossingen op vlak van domeinen, e-commerce, compliance, boeking, sociale media en facturatie.
Dhaenens was aanvankelijk CEO van team.blue, en werd in 2022 benoemd tot President. In die functie is hij verantwoordelijk voor de langetermijnstrategie, investeerdersrelaties en externe groeitrajecten van de groep.

## Investeringsactiviteiten
Naast zijn operationele functies is Dhaenens actief als investeerder en adviseur binnen de private equity-sector. Hij heeft ervaring als bestuurslid, oprichter of investeerder in meerdere investeringsfondsen en groeibedrijven in technologie, digitale diensten en vastgoedgerelateerde sectoren. Zijn rol spitst zich toe op strategische begeleiding van bedrijven, met een nadruk op duurzame waardecreatie via platformopbouw en schaalvergroting. In de media wordt hij omschreven als een “financieel architect” vanwege zijn vermogen om investeringsstructuren te ontwerpen die gericht zijn op lange termijn groei en consolidatie.

## Erkenning
- 2016 – ICT Personality of the Year, Data News[5]
- 2019 – Vlerick Venture Award[6]
- 2019 – Voka Legende, als jongste laureaat ooit[7]